# نادی‌تیلای
نادی‌تیلای (به مجاری:  Nagytilaj) یک شهرداری در مجارستان است که در واش واقع شده‌است. نادی‌تیلای ۱۵٫۶۶ کیلومتر مربع مساحت و ۱۸۰ نفر جمعیت دارد.